# Here I Am (canción de Patty Loveless)
«Here I Am»  es una canción escrita por Tony Arata, y grabada por la cantante estadounidense de música country Patty Loveless. Fue publicada en noviembre de 1994 como segundo sencillo de su álbum When Fallen Angels Fly. La canción llegó al número 4 como puesto más elevado en las listas.

## Posiciones en las listas
| Chart (1994-1995) | Peak position |
| ----------------- | ------------- |

### Año final en las listas
| Chart (1995)                | Position |
| --------------------------- | -------- |
| Canada Country Tracks (RPM) | 91       |